# Clubiona praematura
Clubiona praematura là một loài nhện trong họ Clubionidae.
Loài này thuộc chi Clubiona. Clubiona praematura được James Henry Emerton miêu tả năm 1909.